# Memorándum de 1904
El Memorándum del 1904 es probablemente el documento más célebre de los publicados por la Sociedad de Estudios Geográficos e Históricos de Santa Cruz (Bolivia). La obra es básicamente un tratado geopolítico de desarrollo nacional y se centra fundamentalmente en lo que sería el primer gran reclamo de la región oriental del país: un proyecto ferrocarrilero de integración este-oeste.
Por ese entonces se terminaba de concretar el Tratado entre Chile y Bolivia, con lo cual se ponía punto final al conflicto armado, que a la postre privó a Bolivia de una salida soberana las costas del Pacífico. Esto último se tradujo en un duro golpe para el desarrollo económico de la nación andino-amazónica, tradicionalmente dependiente de la extracción minera; estando esta última económica y geográficamente ligada a los puertos de la mayor cuenca oceánica del planeta.
El Memorándum de 1904 vino a ser una llamada de atención sobre los peligrosos senderos que tomaba por entonces la clase dominante, cuya visión se reducía a un modelo minero-extraccionista basado en ineficientes estructuras económicas heredadas del periodo colonial. Por otra parte, su contenido hace especial énfasis en la certera idea de potenciar el desarrollo de las fértiles tierras del Oriente boliviano. Esto último se fundamentaba en la plena integración al resto del país por medio de ferrocarril (proyecto que nunca llegó a concretarse); y tenía como objetivo final enlazar el comercio nacional con el Océano Atlántico, por medio de los ríos Paraguay y Pilcomayo. Estas arterias fluviales pasaron a convertirse, desde entonces, en la única vía de comunicación natural y libre del país mediterráneo hacia el mar.